# Casanova (film 2005)
Casanova è un film del 2005 diretto da Lasse Hallström, presentato fuori concorso alla 62ª Mostra internazionale d'arte cinematografica di Venezia (2005).
La storia racconta in maniera romanzata le avventure del celebre seduttore e scrittore veneziano Giacomo Casanova.

## Trama
Venezia, XVIII secolo. Una giovane donna lascia il suo bambino a vivere con la nonna per inseguire una carriera da attrice, promettendogli di tornare un giorno a prenderlo con sé. Vent'anni dopo il bambino è diventato il celebre seduttore Giacomo Casanova. Esperto nei travestimenti, profondamente intelligente e furbo, Casanova deve alla sua promiscuità le indagini dell'Inquisizione, dalla quale riesce a scappare grazie alle continue intercessioni del Doge, che prova simpatia per il giovane. Dopo l'ennesima scappatella, tuttavia, il Doge lo avverte che non potrà più salvarlo per non avere guai con lo Stato Pontificio: per poter evitare l'esilio e continuare a vivere a Venezia per attendere sua madre, Casanova dovrà sposarsi.
Casanova decide controvoglia di obbedire e sceglie come fidanzata la giovane illibata Vittoria; questa, tenuta segregata dal padre per non comprometterne la purezza (ma segretamente ninfomane) è però desiderata dal giovane, ingenuo Giovanni Bruni, che appresa la notizia del fidanzamento sfida a duello Casanova per contendersi la mano della ragazza; Casanova vi partecipa adottando il falso nome di Lupo Salvatore, il suo fedele servitore. Al duello, tuttavia, l'inesperto Giovanni viene sostituito dalla sorella Francesca: la ragazza ha un carattere forte e volitivo che sembra renderla immune al fascino di Casanova, che ne rimane subito ammaliato; inizia pertanto a corteggiarla, ma riceve continui e beffardi rifiuti.
Casanova inizia dunque a pedinare Francesca scoprendo che, pur fidanzata col ricco mercante genovese Paprizzio (che lei non ha mai visto) è in realtà legata a un misterioso filosofo Bernardo Guardi, che propugna la parità tra uomini e donne. Casanova organizza dunque un piano: intercetta Paprizzio e con uno stratagemma si sostituisce a lui, dichiarando a Francesca, Giovanni e a loro madre Andrea di essersi presentato in precedenza sotto mentite spoglie per mettere alla prova la fedeltà della sua fidanzata. Francesca inizierà dunque a provare un sentimento per lui; in seguito scoprirà che Bernardo non è altro che un nom de plume dietro il quale si cela la stessa Francesca. Nel frattempo in città arriva il terribile Vescovo Pucci, che intende giustiziare Casanova per i suoi atti di libertinaggio e Bruni per l'eresia contro la morale cattolica.
Durante il Carnevale di Venezia Casanova si reca a una festa al Palazzo Ducale insieme a Francesca, continuando a fingersi Paprizzio; Vittoria, impaziente di avere dei rapporti sessuali con lui, scappa di casa e vi si reca a sua volta. Nel frattempo Pucci si reca a casa di Casanova e vi trova il vero Paprizzio: a quel punto comprende che il falso Paprizzio è in realtà Casanova. Intanto Giovanni, sedotto da una prostituta, scopre di avere un notevole talento da seduttore; Andrea conosce invece Paprizzio e i due si innamorano. Dopo una serie di peripezie, intanto, Casanova fa salire Francesca a bordo di una mongolfiera: durante il viaggio le rivela il suo amore, ma è costretto anche a rivelarle la sua vera identità. La ragazza, sdegnata, gli dice che non potrà mai amare una persona che rappresenta tutto ciò che lei combatte. All'atterraggio i due vengono circondati dalle guardie di Pucci, che arrestano Casanova; questi, per proteggere Francesca, rivela inoltre di essere Bernardo Guardi, salvandola da una condanna per eresia. Vittoria, dopo aver scoperto la tresca tra Casanova e Francesca, si dichiara pronta a testimoniare contro di lui, ma si redime dopo aver finalmente conosciuto Giovanni ed essersene innamorata.
Al processo, Francesca tenta di salvare Casanova rivelando di essere Bernardo Guardi, ma ottiene solo di essere condannata assieme a lui a morte per impiccagione. All'esecuzione viene ad assistere anche un cardinale inviato dal Papa, il quale tuttavia concede la grazia a Francesca e Casanova; si scoprirà in realtà che il porporato è il patrigno di Casanova, un attore, venuto assieme a sua madre per salvarlo. Tutti scappano a bordo della nave di Paprizzio, ma Casanova vorrebbe rimanere a Venezia per evitare di attirare su Francesca e i suoi amici le mire dell'Inquisizione; a quel punto Giovanni si offre di ereditare la sua identità e rimanere a Venezia al suo posto.
Giovanni diventa così il "nuovo" Casanova, si sposa con Vittoria e i due vivono una relazione aperta concendendosi numerosi amanti; il vero Casanova si sposa invece con Francesca e i due diventano attori nella compagnia della madre di lui.

## Produzione
Le riprese iniziarono il 9 luglio 2004, ed il film uscì negli Stati Uniti il 3 settembre 2005. Gli effetti speciali del film furono prodotti da Custom Film Effects e Illusion Arts. I costumi furono forniti da quattro case italiane diverse: Tirelli Costumi, Atelier di Nicolao, Costumi d'Arte e G.P. 11, mentre le scarpe furono fabbricate da L.C.P. di Pompei. Il guardaroba fu fornito anche da Sastreria Cornejo, Spagna.
Il film è stato girato quasi interamente in esterni ed interni a Venezia nell'arco di dieci mesi. Alcune scene furono girate a Vicenza, precisamente nel Teatro Olimpico, il teatro del Rinascimento conosciuto per la complessa prospettiva forzata del disegno scenico. La scena della mongolfiera è stata realizzata usando la computer-generated imagery (CGI).

## Distribuzione
Il film è uscito in Italia il 17 febbraio 2006, ed ha incassato circa 2389000 €, mentre negli Stati Uniti 11295000 $.